# Santa Elena de la Cruz (Guatemala)
Santa Elena de la Cruz es una ciudad que, junto con la ciudad de Flores, conforma la cabecera departamental de Petén. Originada por la aglomeración urbana de la Isla de Flores, localizada en el Lago Petén Itzá, las dos localidades están unidas por un puente sobre dicho lago.
Santa Elena de la Cruz es una de las ciudades más importantes de Guatemala por ser la puerta de entrada a la región maya del país, tanto por la vía aérea como terrestre. Además, es el mayor centro económico, político, cultural y demográfico de Petén, y junto a la población de San Benito y Flores forman una aglomeración urbana de más de 90,000 habitantes. Posee hospitales, centros comerciales, hoteles, bancos, universidades, terminales de buses, entre otros, así como un aeropuerto; además es el punto central de conexión de las carreteras que unen a todo el departamento con el resto del país.

## Historia

### Establecimiento del centro urbano de Flores y Santa Elena de la Cruz
Durante el gobierno del presidente Marco Vinicio Cerezo Arévalo, se emitió el Acuerdo Gubernativo 549-86 en donde se establece que Santa Elena de la Cruz pasa a formar parte de la cabecera departamental de Petén, junto con la ciudad de la Isla de Flores, convirtiéndose en un mismo centro urbano.
| ACUERDO GUBERNATIVO 549-86 Palacio Nacional: Guatemala, 8 de agosto de 1986. El Presidente de la República CONSIDERANDO Que el Organismo tomó la decisión de derogar el Acuerdo Gubernativo número 683-85, en virtud del cual se creó el Municipio de Santa Elena de la Cruz, en el departamento de Petén para cuyo efecto se emitió la disposición legal correspondiente; CONSIDERANDO Que como consecuencia de lo anterior, es necesario dejar establecida la situación jurídica que, en adelante, tendrá el poblado de Santa Elena de la Cruz, emitiéndose para ello, la disposición que, no solo establezca dicha situación jurídica, sino que también recoja el antiguo anhelo de sus habitantes para dejar de tener la categoría de aldea. POR TANTO En ejerció de la función que le confiere el artículo 183 inciso e) de la Constitución Política de la República de Guatemala. ACUERDA Artículo 1°.- El poblado de Santa Elena de la Cruz, departamento de Petén, formará parte de la cabecera municipal de Flores, del mismo departamento, constituyendo con la mencionada ciudad, un único Centro Urbano, que es la cabecera departamental. Artículo 2°.- El presente acuerdo empieza a regir, a partir de su publicación en el Diario Oficial. Comuníquese. —MARCO VINICIO CEREZO ARÉVALO. Publicado el 20 de agosto de 1986 en el Diario de Centro América. |

## Geografía física

### Ubicación geográfica
Las colindancias de Santa Elena de la Cruz son:
- Norte: Isla de Flores
- Este: Melchor de Mencos, municipio del departamento de Petén
- Suroeste: San Francisco, municipio del departamento de Petén
- Sur: Dolores, y Santa Ana, municipios de Petén[3]
- Oeste: San José y San Benito, municipios de Petén

### Límites
|                              | Norte: Flores (Peten)     |                         |
| Oeste: San José y San Benito |                           | Este: Melchor de Mencos |
| Suroeste: San Francisco      | Sur: Dolores, y Santa Ana |                         |

## Transporte y comunicaciones
Santa Elena de la Cruz cuenta con un aeropuerto internacional, el Aeropuerto Internacional Mundo Maya. En este aeropuerto se reciben vuelos de diversas partes del mundo, haciendo escala en el Aeropuerto Internacional La Aurora de la Ciudad de Guatemala.
La historia de la aviación en Petén es extensa, debido a que al encontrarse más lejos que cualquier otra área de influencia en el país, resultaba más económico utilizar vías de comunicación aéreas que terrestres.[cita requerida] El aeródromo original se ubicó en el lugar donde hoy se encuentra el Centro Cultural. La primera aeronave en aterrizar fue el avión nacional “Centro América” piloteado por el piloto coronel Jacinto Rodríguez Díaz el 20 de julio de 1929.[cita requerida]
Además, el poblado se comunica con todo el departamento por carreteras y vías, principalmente con las dos carreteras con las que se comunica con la Ciudad de Guatemala y otros departamentos del país, y es la entrada de la Isla de Flores.

## Centros turísticos y arqueológicos

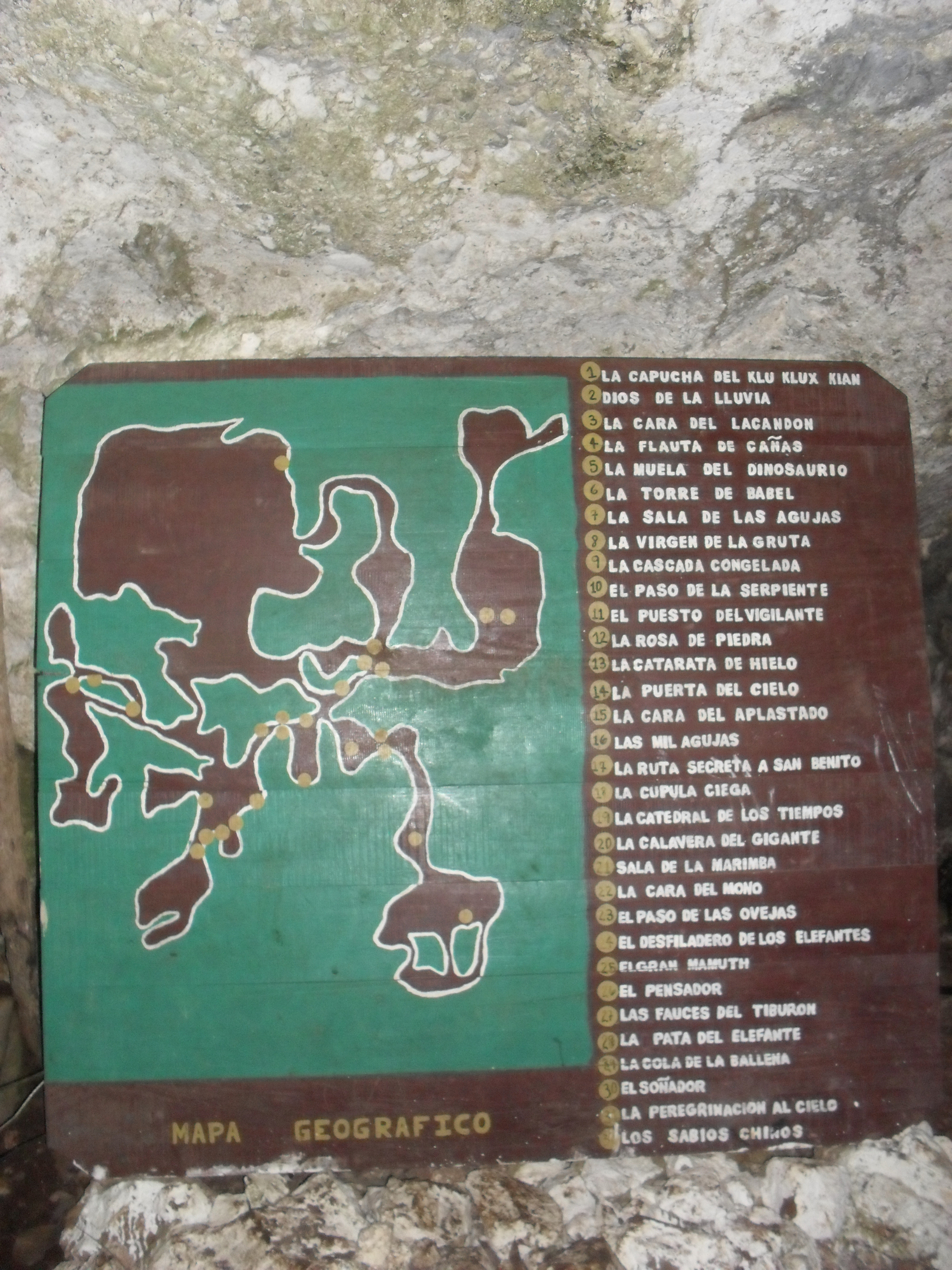
Mapa de las cuevas de Actún Kan y sus nombres.

Las cuevas de Actún Kan son una red de cavernas ubicadas en Santa Elena de la Cruz. Se encuentran muy cerca de la Isla de Flores. Como todas las cavernas de la región, poseen una importancia mística-religiosa para los mayas, quienes durante ciertas épocas del año acudían a realizar ritos o celebraciones.[cita requerida]